# 中部ダルフール州
中部ダルフール州または中央ダルフール州（ちゅうぶダルフールしゅう、ちゅうおうダルフールしゅう、アラビア語: ولاية وسط دارفور Wilāyat Wasaṭ Dārfūr、英語: Central Darfur State）は、スーダンの州のひとつ。州都はザリンゲイ。

## 地理
北ダルフール州、南ダルフール州、西ダルフール州、中央アフリカ共和国バカガ州、チャド共和国シラ州と接する。

## 設立まで
2012年に西ダルフール州と南ダルフール州から分離して作られた。

## 地区
- ザリンゲイ
- Azum
- Wadi Salih
- Mukjar
- Umm Dukhun
- Nertiti
- Rokoro
- Bindisi